# Daniel Loh
Daniel William Loh (* 17. Februar 1995 in Frankfurt am Main) ist ein US-amerikanisch-deutscher Basketballspieler.

## Laufbahn
Loh wuchs im US-Bundesstaat Florida auf und spielte Basketball für die Mannschaft der Hagerty High School in der Stadt Oviedo. Zur Saison 2013/14 ging er nach Deutschland und war Leistungsträger der Junior Baskets Rhein-Neckar in der Nachwuchs-Basketball-Bundesliga.
Nach seiner Rückkehr in die Vereinigten Staaten nahm Loh ein Studium am Rollins College auf und stieß zur Basketballmannschaft der Hochschule in der zweiten NCAA-Division. Im Spieljahr 2014/15 setzte er aus und bestritt dann zwischen 2015 und 2019 eine Gesamtzahl von 85 Begegnungen für Rollins, in denen er im Durchschnitt 3,3 Punkte sowie 2,3 Rebounds erzielte. Seine Abschlusssaison 2018/19 war bezüglich der statistischen Werte seine beste: Loh stand bei 26 Einsätzen 20 Mal in der Anfangsaufstellung, brachte es auf durchschnittlich 6,9 Punkte und sammelte 3,9 Rebounds pro Partie ein.
Im Juli 2019 wurde er vom deutschen Bundesligisten BG Göttingen unter Vertrag genommen. Kurz vor Weihnachten 2019 trennte er sich von den „Veilchen“. Loh war bis dahin nicht in der Bundesliga eingesetzt worden. Er wechselte kurz nach seinem Weggang aus Göttingen zum Zweitligisten Schwenningen. Im Sommer 2020 wurde er vom USC Heidelberg verpflichtet und errang mit der Mannschaft im Spieljahr 2020/21 den Meistertitel in der zweithöchsten deutschen Liga, ProA. Loh kam in der Meistersaison auf 26 Einsätze (2,1 Punkte/Spiel).
Er setzte seine Laufbahn beim Drittligisten Speyer fort, zu dessen Aufgebot er 2021 stieß. Loh verließ Speyer während der Saison 2021/22 und schloss sich dem Ligakonkurrenten White Wings Hanau an. Kam er in Speyer noch wenig zum Zuge, stand Loh in Hanau bei 13 Einsätzen im Schnitt rund 17 Minuten auf dem Feld und erreichte Mittelwerte von 5,3 Punkten sowie 3,2 Rebounds.
Im Juli 2022 gab Zweitligist Kirchheim Knights Lohs Verpflichtung bekannt. Er kam für die Mannschaft in acht Zweitligaspielen zum Einsatz und erzielte im Durchschnitt 1,8 Punkte je Begegnung.